# Aloe kedongensis
Aloe kedongensis es una especie de planta suculenta perteneciente a la familia de los aloes. Es endémica de Kenia donde crece en lugares secos y roquedales.

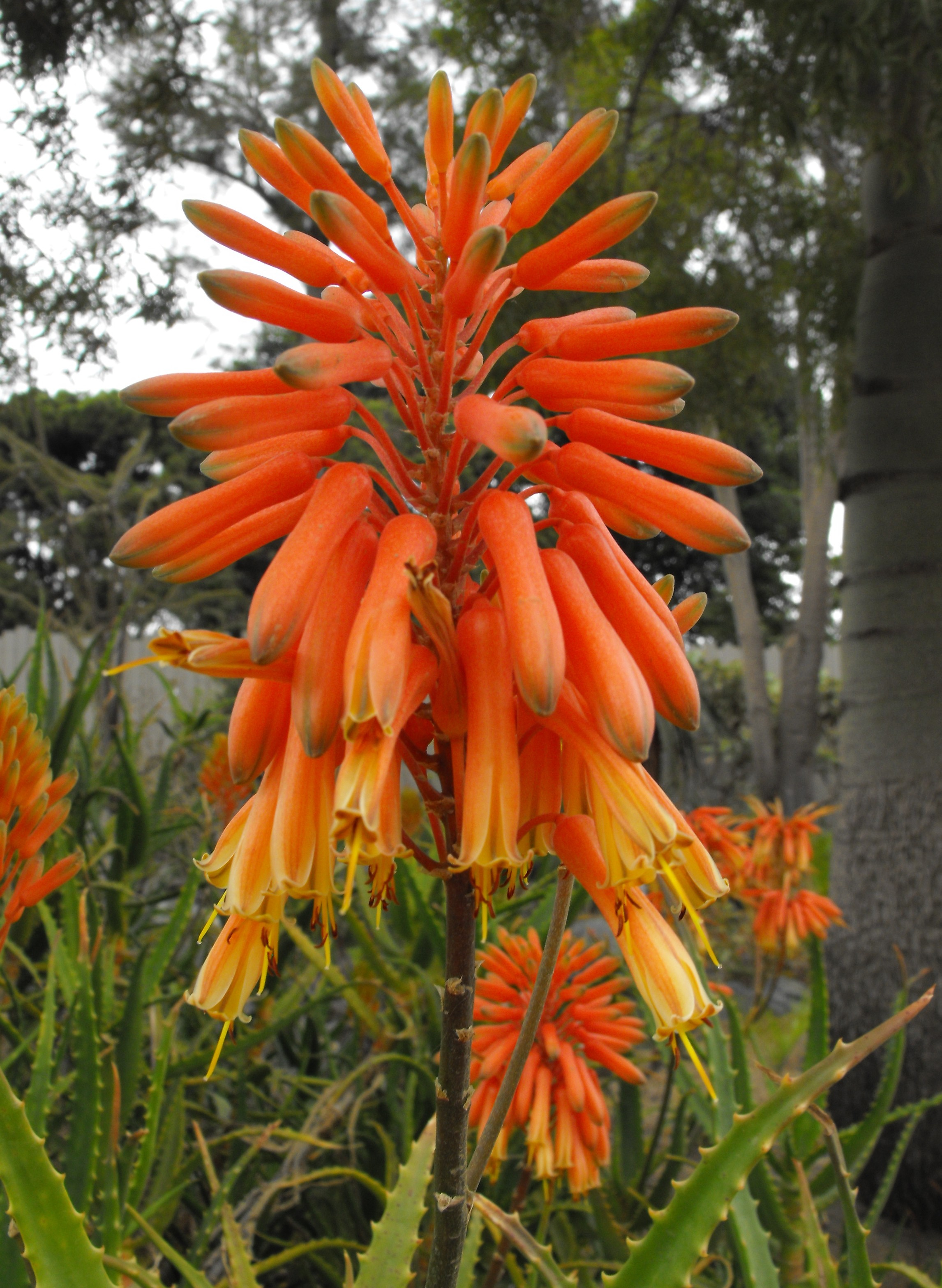
Inflorescencia

## Descripción
Es una planta suculenta con las hojas agrupadas en rosetas. Las hojas son carnosas, de color verde brillante con los márgenes dentados. Las inflorescencias en un tallo erecto de 1-2 metros de altura con racimos de flores de color naranja.

## Taxonomía
Aloe kedongensis fue descrita por Gilbert Westacott Reynolds y publicado en J. S. African Bot. xix. 4, en el año (1953).
Etimología
Aloe: nombre genérico de origen muy incierto: podría ser derivado del griego άλς, άλός (als, alós), "sal" - dando άλόη, ης, ή (aloé, oés) que designaba tanto la planta como su jugo - debido a su sabor, que recuerda el agua del mar. De allí pasó al Latín ălŏē, ēs con la misma aceptación, y que, en sentido figurado, significaba también "amargo". Se ha propuesto también un origen árabe, alloeh, que significa "la sustancia amarga brillante"; pero es más probablemente de origen complejo a través del hébreo: ahal (אהל), frecuentemente citado en textos bíblicos.
kedongensis: epíteto geográfico que alude a su localización en el valle de Kedong en Kenia.
Sinonimia
- Aloe nyeriensis subsp. kedongensis (Reynolds) S.Carter[8][2]